# إنغو غلاس
إنغو غلاس (بالألمانية: Ingo Glass) هو نحات ألماني، ولد في 9 أبريل 1941 في تيميشوارا في رومانيا.